# Двійник (фільм, 2019)
«Двійник» (англ. Gemini Man) — американський науково-фантастичний бойовик режисера Енга Лі, знятий за сценарієм Девіда Беніоффа, Біллі Рея та Даррена Лемке з Віллом Смітом, Мері Елізабет Вінстед, Клайвом Овеном та Бенедиктом Вонгом у головних ролях. Фільм розповідає про старого найманого вбивцю на шляху якого став його молодий клон.
Стрічка була задумана у 1997 році, фільм пройшов через пекло розробки довжиною майже в 20 років. Кілька режисерів, зокрема Тоні Скотт, Кертіс Генсона та Джо Карнаган, були залучені до певного моменту, як і численні актори, серед яких Гаррісон Форд, Мел Гібсон, Клінт Іствуд та Шон Коннері. У 2016 році Skydance Media придбала права на сценарій (який пройшов через кілька переписувань) у Walt Disney Pictures, а в жовтні 2017 року Енг Лі підписав контракт на постановку фільму. Зйомки кінокартини проходили з лютого по травень 2018 року.

## У ролях
| Актор                 | Роль                  |
| --------------------- | --------------------- |
| Вілл Сміт             | Генрі Броган          |
| Мері Елізабет Вінстед | Денні Закарвескі      |
| Клайв Овен            | Клейтон «Клей» Варріс |
| Бенедикт Вонг         | Барон                 |
| Лінда Емонд           | Джанет Лассітер       |
| Теодора Міренн        | Кітті                 |
| Дуглас Годж           | Джек Вілліс           |

## Виробництво
Стрічка «Двійник», заснована на ідеї Даррена Лемке, спочатку була продана для просування компанії Walt Disney Pictures, продюсуванням мав займатися Дон Мерфі, режисером став Тоні Скотт. Скотт, Кертіс Генсон і Джо Карнаган раніше були залучені для постановки фільму. У той час відділ анімації / візуальних ефектів компанії Disney The Secret Lab розробив короткий тест, відомий як «Проєкт людського обличчя», щоб створити візуальні ефекти для фільму, які передбачали б створення молодшого клону головного актора. Гаррісон Форд, Кріс О'Доннелл, Мел Гібсон, Джон Войт, Ніколас Кейдж, Клінт Іствуд та Шон Коннері розглядались на головну роль. Цей фільм ніколи не розвивався далі у Disney, оскільки технологія була недостатньо розроблена для створення фільму.
З того часу сценарій Лемке переписували Біллі Рей, Ендрю Нікол, Девід Беніофф, Браян Гелгеланд, Джонатан Генслі та команда сценаристів Стівен Дж. Рівель та Крістофер Вілкінсон.
У 2016 році Skydance Media придбала фільм у Disney, виконавчим продюсером став Джеррі Брукгаймер, а також Девід Еллісон, Дана Голдберг, Дон Грейнджер з Skydance та Мерфі, Майк Стенсон, Чад Оман, Майкл Фоттрелл були залучені як виконавчі продюсери. У квітні 2017 року Енг Лі був найнятий, щоб зняти фільм для Paramount Pictures і Skydance.
Вілл Сміт отримав головну роль і стала відома дата виходу: 11 жовтня 2019 року. У січні 2018 року до Сміта приєднались Клайв Овен та Мері Елізабет Вінстед, Вінстед отримала роль на яку претендувала також Тетяна Маслані. Пізніше, у лютому 2018 року, Бенедикт Вонг приєднався до акторів, коли вже розпочалися зйомки.
Основне виробництво розпочалася 27 лютого 2018 року в Гленвіллі, штат Джорджія та проходили також в місті Картахена, Колумбія. Зйомки фільму продовжились у травні 2018 року у купальні Сеченьї у Будапешті, Угорщина. Як і попередній фільм режисера Лі «Біллі Лінн: Довга перерва посеред бою», фільм був знятий у цифровому форматі з надзвичайно високою частотою кадрів 120 кадрів в секунду, модифікований для 3D, цього разу модифікованою камерою ARRI Alexa встановлених на 3D Rigs STEREOTEC.
Вілл Сміт фактично зіграв три ролі: Генрі Брогана (кодове ім'я «Генрі») — колишній снайпер-розвідник морської піхоти, який зараз працює оперативником Таємної служби оборони, якого вважають найкращим убивцею свого покоління; Джексона Брогана (кодове ім'я «Джуніор»/«Клон») — клон Генрі, відправлений вбити Генрі, і «Старшого», ще один клон Генрі, відправлений вбити Генрі і Джуніора. Сміт був «омолоджений у цифровому вигляді» завдяки використанню захоплення руху та зображень, згенерованих комп'ютером.
  Актор Віктор Гюго виступав  основою/дублером на знімальному майданчику для цифрової моделі Джуніора, коли у кадрі були обоє Генрі і Джуніор.
Візуальні ефекти надавалися компанією Weta Digital під керівництвом Білла Вестенгофера.